# Чучельський перевал

Чучельський перевал на мапі району Бабуган-яйли.

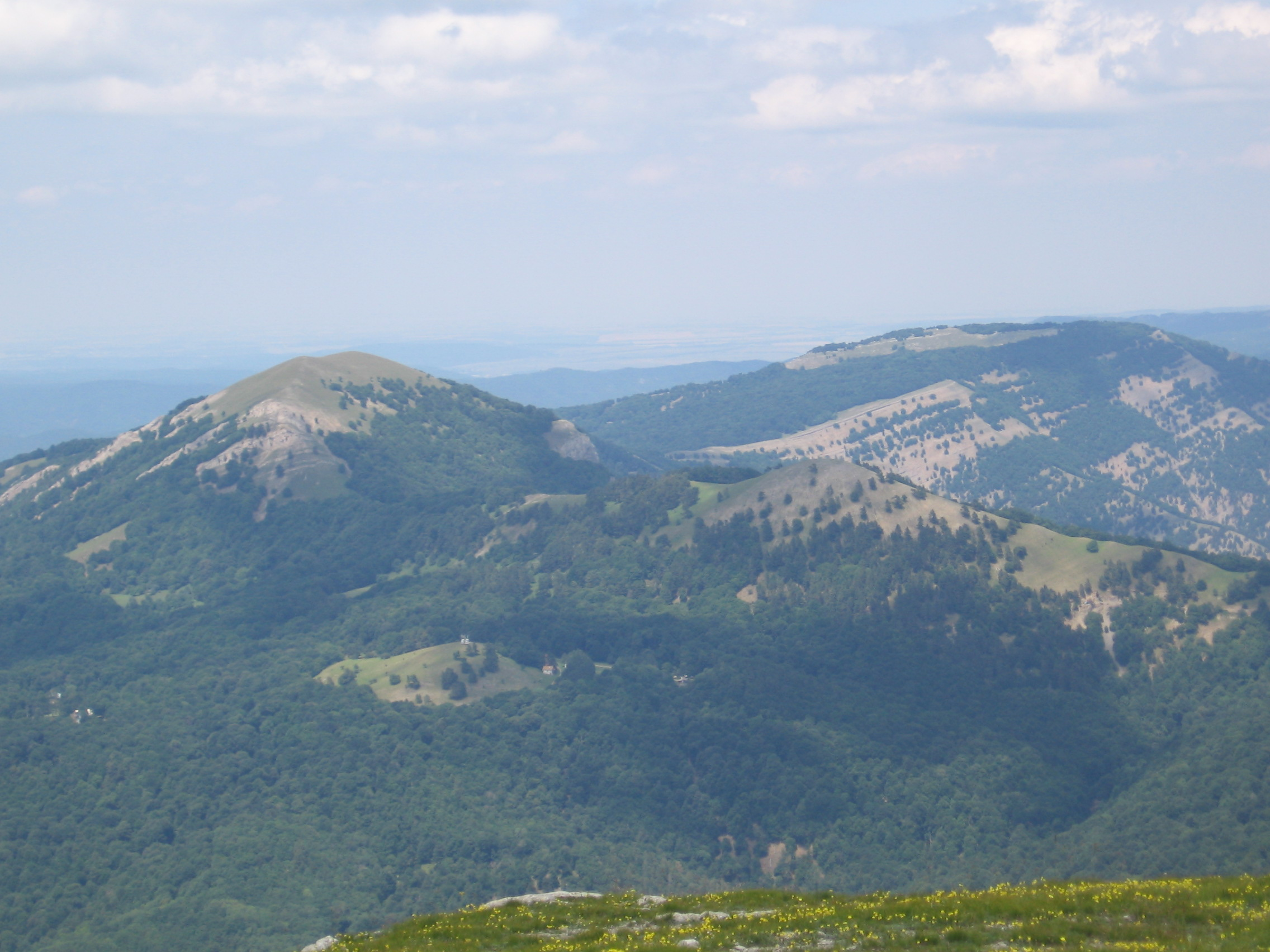
Синап-Даг. Зліва направо: Велика Чучель, Мала Чучель, Чучельський перевал. Світлина з гори Роман-Кош.

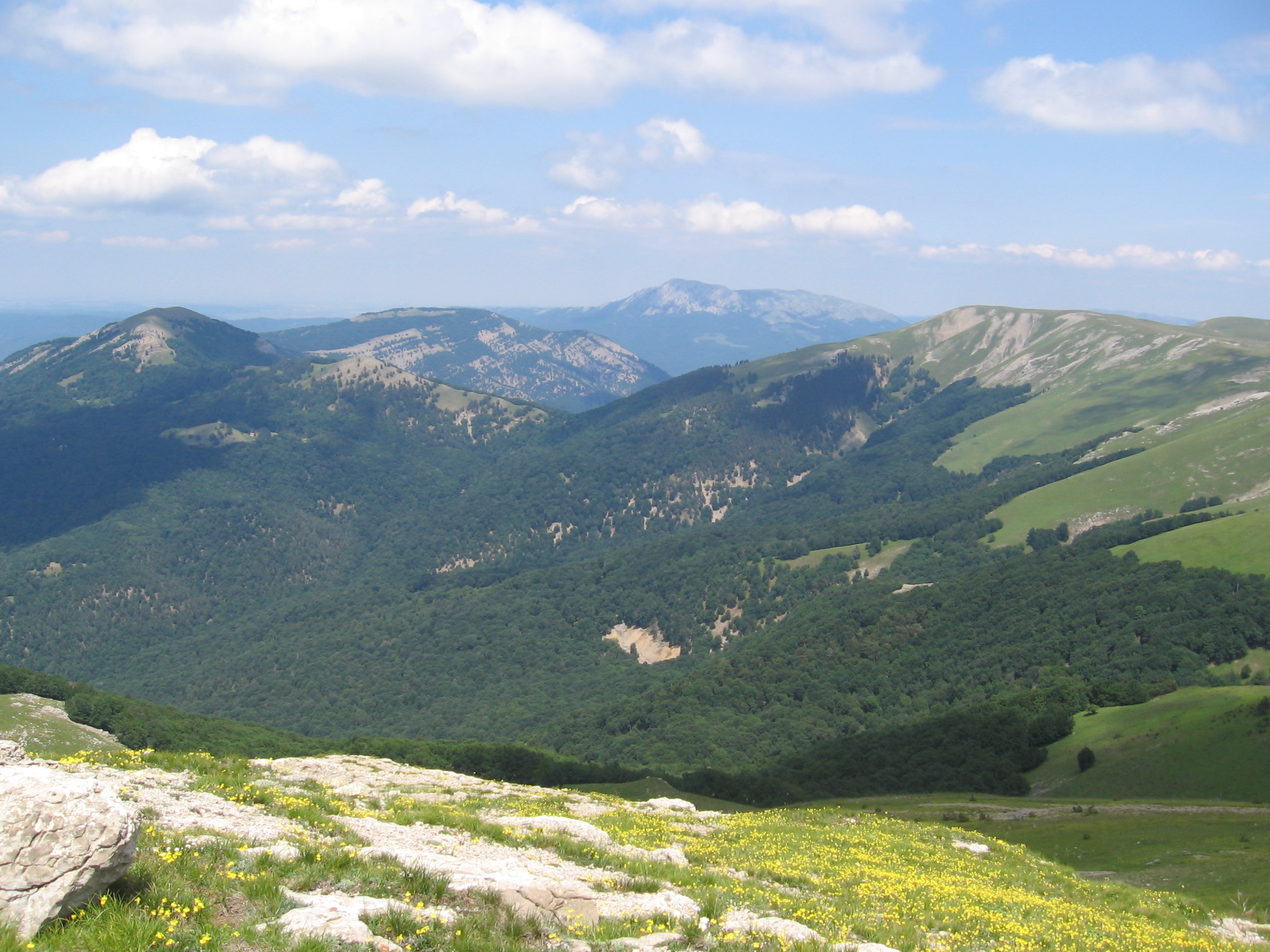
Чучельський перевал і безіменна вершина 1506 м. Бабуган-яйли (праворуч).

Чучельський перевал, Савлух-Су-Богаз — вузький гірський перевал, що з'єднує Бабуган-яйлу з г. Мала Чучель. Через нього проходить Романівське шосе. Чучельський перевал знаходиться на північній частині Бабуган-Яйли. Висота перевалу — 1157 м.